# Kazumasa Hirai
Kazumasa Hirai (平井 和正, Hirai Kazumasa) (13 de maio de 1938 - 17 de janeiro de 2015) foi um escritor de ficção científica japonês, co-autor de 8 Man e Genma Taisen.